# Antennuloniscus dimeroceras
Antennuloniscus dimeroceras là một loài chân đều trong họ Haploniscidae. Loài này được Barnard miêu tả khoa học năm 1920.